# Apollónia (Illíria)
Apollónia (ógörög Aπολλωνία) az ókori Illíria déli részének egyik legjelentősebb, az i. e. 7. és az i. sz. 6. század között fennállt városa volt az Adriai-tengerbe ömlő Vjosa (korabeli nevén Aóosz vagy Aous) egykori torkolatvidékén. A fénykorában 40-50 ezer lakosú város az északabbra fekvő Epidamnosszal együtt egy évezreden keresztül meghatározó szerepet játszott az illírek lakta vidék gazdasági, társadalmi és kulturális életében. Ma romváros, a középkori Szűz Mária-kolostort és az Apollóniai Régészeti Múzeumot is magában foglaló régészeti park Közép-Albániában (albán nevén Apoloni/Apolonia), Fier városától 7 kilométerre nyugatra. Az ország egyik legjelentősebb régészeti emlékhelye, 2014 óta Albánia világörökségi listára javasolt kulturális helyszíneinek egyike.
A taulant illírek szállásterületén az i. e. 7. század végén alapították a várost korinthoszi és kerkürai görög gyarmatosítók. A hajózható Aóosz közeli deltatorkolatánál létesített kikötő biztosította a polisz gyors kereskedelmi felvirágzását. A jövedelmező rabszolga-kereskedelem mellett a környék mezőgazdasági terményeit és bitumenjét juttatták el görög földre, valamint piacot teremtettek Illíria kézművestermékei számára. A saját pénzt is verető, virágzó Apollónia számos görög bevándorlót vonzott, ennek nyomán kiélesedtek a társadalmi ellentétek, és az i. e. 4. századra az illíreket elnyomó oligarchikus rend alakult ki a városban. Az i. e. 4. század végétől a hátországban politikailag és katonailag megerősödött makedón, epiróta és illír államalakulatok fennhatóságukat vagy éppen szövetségesi rendszerüket gyakorta kiterjesztették Apollóniára is. Az i. e. 3. század második felére a Római Birodalom is részese lett e változékony geopolitikai rendszernek, és kezdettől Apollóniát használta hadi kikötőjéül és támaszpontjául. A rómaiak i. e. 228-ban protektorátusuk alá vonták a várost, amely i. e. 168-ban a meghódított illíriai részekkel együtt Apollonia néven a római közigazgatás, a birodalom része lett.
A római uralom alatt a város mint civitas libera megtarthatta önkormányzatát, görög kultúráját és anyanyelvét. Az i. e. 2. század második felében a Via Egnatia egyik nyugati kiindulópontja lett, ami tovább növelte gazdasági szerepét. Emellett jelentős kulturális központ lett akadémiával, könyvtárral, és híres volt érett művészeti alkotásairól („a szobrok városa”). Az i. e. 49-ben kirobbant római polgárháború során Iulius Caesar illíriai támaszpontja, kevéssel később a leendő Augustus császár tanulmányainak helyszíne volt. Augustus uralkodásával Apollónia szabadságjogai kiteljesedtek, és egy addigra nagyrészt romanizált Illíriában továbbra is görög kultúrájú és önkormányzatú városként prosperált. Az i. sz. 3–4. század kedvezőtlen természetföldrajzi változásai azonban megpecsételték Apollónia sorsát. Földrengés következtében a folyó medre jóval délebbre került, a tengeröböl fokozatosan feltöltődött. A kikötő és tengerpart nélkül maradt kereskedőváros virágkora leáldozott. Az 5. században püspöki székhelyként a Bizánci Birodalom fennhatósága alá került, de a 6. századra végleg elnéptelenedett. Az elhagyott romváros területén a 13. században épült fel a Szűz Mária-kolostor.
Az 1916 óta folyó ásatások során feltárták a város antik falainak és nekropoliszainak nagy részét, az agorát és a temenoszt (szentélykörzet), valamint több görög, illetve római kori építészeti emléket. A régészeti park emblematikus építményei közé tartozik az Apollón-oszlop, valamint a rekonstruált homlokzatú buleutérion. Itt található az albán területről ismert legkorábbi pogány templom (Artemisz-szentély, i. e. 6. század) és nümphaion (i. e. 4–3. század), nevezetes továbbá a környék illír városainak is mintául szolgáló, sajátos építészeti megoldásokat alkalmazó nagy sztoa.

## Fekvése és történeti földrajza
Az ókori Apollónia romjai a Myzeqeja síkjának délnyugati részén, a síkságba délkeleti irányból benyúló, molassz alkotta neogén dombvidék északnyugati nyúlványán terülnek el, az Adriai-tenger partvonalától 8–9 kilométerre keletre. Az egykori városnak otthont adó magaslatot – helyben ismert nevén Frakullai-dombot (Kodra e Frakullës) – a Gjanica- és a Kryegjata-patakok választják le a Mallakastrai-hegység nagyobb tömbjéről. A domb legmagasabb pontja 104 méteres tengerszint feletti magasságban található. A helyszíntől 8 kilométerre északra a Seman, 10 kilométerre délre pedig a Vjosa meanderező völgyei húzódnak.
A romváros a légvonalban 7, közúton 10 kilométerre keletre lévő Fier városából közelíthető meg a legegyszerűbben, az SH94-es jelű, majd az abból balra, Pojan falu irányába letérő SH66-os aszfaltozott úton keresztül. Pojan központját elhagyva, a falutól délre, mintegy 1 kilométerre található a régészeti park bejárata és jegypénztára.
Az ókorban a terület geomorfológiai szempontból a maitól eltérő képet mutatott: az alsó szakaszán hajózható Vjosa (ógörög Aóosz, latin Aous) völgye északabbra, Apollónia közelében futott és torkolt az Adriai-tengerbe. Az i. e. 4. századi Pszeudo-Szkülax-féle periplusz arról számolt be, hogy a közvetlenül a folyóparton fekvő város a tengertől 50 sztadionnyi, kb. 8 kilométernyi távolságban volt, míg az i. e. 1. század végén Sztrabón földrajzi munkájában már arról tett említést, hogy Apollónia a folyótól 10, a tengertől 60 sztadionra, azaz kb. 1,5, illetve 9,5 kilométerre feküdt. A 2010-es években elvégzett műholdas elemzések és a talaj geokémiai-szedimentológiai vizsgálatai a fenti adatokat nem igazolták vissza. Ezek szerint a várost alapításakor mindössze két kilométer választotta el a tengerparttól, a kikötőt pedig az Aóosz egyik meanderében, a várostól 720 méterre délre építették ki.
A tengeröböl medre az évszázadok során lassan feltöltődött üledékkel, ami végső soron a tengerbe futó folyóágy megváltozását is előidézte. Az addig a város mellett húzódó Aóosz/Aous medre az i. sz. 3. században délebbre került, ezzel a tengerpart és a kikötő vízi úton való elérhetősége gyakorlatilag ellehetetlenült. Legvégül egy földrengés következtében a folyó ismét kilépett medréből, és ekkor alakult ki ma ismert, jóval délebbre fekvő völgye. A part előrenyomulása ezt követően sem állt meg. A 13. században az ókori romok már 4 kilométerre feküdtek a tengertől, a tenger helyét mocsaras terület vette át, a 16. századtól máig eltelt időszak további progradációja pedig kitette a 6 kilométert.

## Története
A későbbi Apollónia vidéke fontos szerepet játszott Albánia őstörténetében. A közvetlen közelében található Kryegjata-völgyben tárták fel az ország legkorábbi, 40 ezer éves késő őskőkori emberi településének nyomait. A vidék a vaskorban a taulant törzsbeli illírek hagyományos szállásterületének déli peremén helyezkedett el. Régészeti és epigráfiai leletek igazolják, hogy már a görög gyarmatosítás előtt, a bronzkortól az i. e. 8. századig egy illír település állt a későbbi város helyén, amelynek lakói helyben előállított fazekasedényeiket és fémeszközeiket hagyták az utókorra.

### Alapítása
Az i. e. 8. században a görög gyarmatosítók megjelentek az illírek lakta jón- és adriai-tengeri partvidékén is. Létrehozták első kereskedelmi állomásaikat (empórion), majd kedvező feltételek esetén nagyszámú telepes követte őket és járult hozzá az új haza társadalmi-gazdasági fejlődéséhez. Legkorábbi városuk a mai Albánia területén az i. e. 627-ben alapított Epidamnosz, római kori nevén Dyrrachium volt. A hagyomány szerint Apollóniát az i. e. 6. század első felében, i. e. 588-ban alapították a korinthoszi görögök (akárcsak Kerkürát és Epidamnoszt). A 21. századra azonban az újabb régészeti és filológiai eredmények tisztázták az i. e. 588-as dátum tarthatatlanságát. A város alapítása korábbra tehető, és Epidamnoszé után mindössze egy évtizeddel, az i. e. 610-es években, de legkésőbb i. e. 600 körül került rá sor. A századokkal később élt Pszeudo-Szkümnosz, Sztrabón és Pauszaniasz Periégétész feljegyzései szerint a jövevények között a korinthosziak mellett kerküraiak is voltak. Sztephanosz Büzantiosz i. sz. 6. századi műve, az Ethnika szerint mintegy kétszáz korinthoszi telepes vetette meg a lábát az Aoósz torkolatánál egy bizonyos Gülax (Γυλαξ) vezetésével, aki a városnak először a Gülakeia (Γυλακεια) nevet adta. Csakhamar Apollón tiszteletére az Apollónia nevet nyerte el a város, de ősi neve évszázadokig tartotta magát, és még az i. sz. 2. századból is ismertek olyan felirattöredékek, amelyek a város tágabb földrajzi környezetére, a mai Myzeqejára Gülaksz síkja (Γυλακιον πεδίον) elnevezéssel utalnak.
Sztephanosz Büzantiosz már említett munkájában azt is megjegyezte, hogy a város a görög telepesek érkezésekor valójában már létezett és illírek lakták. Noha Sztephanosz az események után egy évezreddel élt, állításait a régészeti és epigráfiai leletek is alátámasztják: Apollónia lakosságának döntő része már a gyarmatosítást megelőzően, de azután is illír volt. A 2010-es években i. e. 7. század előtti korinthoszi görög és lofkëndi illír, valamint i. e. 7–2. századi apollóniai lakosok koponya- és fogmaradványainak összehasonlító fizikai antropológiai vizsgálata és regressziós analízise rámutatott, hogy az apollóniaiak számottevően több fenotipikus egyezést mutattak a lofkëndi illírekkel, mint az anyaországi görögökkel. A kutatók értékelése szerint mindez arra utal, hogy Apollónia lakosainak döntő többsége illír, esetleg illír–görög vegyes kapcsolatok leszármazottja volt.
A város elhelyezkedésének stratégiai jelentőségét visszaigazolta az elkövetkező évezred. A korinthosziak által alapított Apollónia (és Epidamnosz) meghatározó szerepet játszott az illírek lakta partvidék gazdasági, társadalmi és kulturális életének alakulásában. A part menti magaslatokról ellenőrzés alatt lehetett tartani a folyóvölgyet, egyúttal az Aóosz közeli deltatorkolatát és az azt övező lagúnákat védett és biztonságos kikötőként hasznosíthatták. Százhúsz hajót befogadni képes kikötőjük fennállásának évszázadaiban végig virágzott. Az illíriai és makedóniai háborúk során Apollónia volt a rómaiak egyik legjelentősebb katonai támaszpontja. Egyes források közelebbi időpont meghatározása nélkül, „virágzása csúcsán” 40-50 ezer főre teszik Apollónia lakosságát.

### Görög–illír kor
A városról hírt adó legkorábbi ismert forrás a történetíró Milétoszi Hekataiosz Periodosz gész (Περίοδος γῆς) című munkájának első, i. e. 514 és 510 között írt, Európáról szóló része, amelyben a szerző az adriai poliszok (πόλεις) között sorolta fel Apollóniát. Hasonlóképpen járt el az i. e. 370–360 környékén keletkezett Pszeudo-Szkülax-féle periplusz is, amely a görög poliszok sorában említette a várost. Mindez arra utal, hogy a görög telepesek társadalmi berendezkedésüket is exportálták a gyarmatvárosba. Míg a gyarmatosítók a városon belül éltek a főként mezőgazdasággal foglalkozó, helóta jogállású illírekkel együtt, addig a rabszolgák a városfalakon kívülre szorultak. A város környékén elterült földeket jellemzően a helótákkal műveltettek meg.
Az első görög telepesek feltehetően békével érkeztek a városba, annál is inkább, mivel elsődleges céljuk nem a geopolitikai expanzió, hanem a mediterráneumi kereskedelmi útvonalak kiépítése volt. Görögök és illírek békés együttélését jelzi, hogy az i. e. 500. évi olümpiai játékokon az apollóniai Meneptolemész vitte haza városába a győzelemért járó babérkoszorút, i. e. 480-ban pedig apollóniai illírek különítménye is segítette a görögöket a perzsák ellen vívott szalamiszi csatában. Idővel maga Apollónia is rendezett atlétikai versenyeket, amelyeken több görög város is képviseltette magát. Ha ismertek is konfliktusok a történeti forrásokból, azok főként külső ellenség ellen vívott csatákról szólnak. Apollónia az i. e. 5. században vezető szerepre tört a régióban, és i. e. 460 körül győztesen került ki a közeli Thronionnal szembeni katonai konfliktusból. Pauszaniasz feljegyzése szerint ennek emlékét őrizte meg a peloponnészoszi Olümpiában emelt emlékmű, az athéni Lükiosz munkájának felirata, amely szerint Thronion elestével az amantok törzsi területei – így a nümphaioni bitumenbánya és kultuszhely – is Apollónia fennhatósága alá kerültek.
Az apollóniaiak számos gazdasági erőforrást állíthattak városuk fejlődésének szolgálatába. Virágzott a rabszolga-kereskedelem, teljes falvak népén adtak túl jó áron vagy éppen kölcsönügyleteik végződtek az adósok rabszolgasorba jutásával. A környék mezőgazdasági terményei, főként gabonái és juhai mellett híres volt a hajóépítésben, a borászatban és a gyógyászatban egyaránt hasznosítható apollóniai bitumen. A város nevezetes volt fazekastermékeiről, legfőképp amforáiról, kerámialeletek alapján élénk kereskedelmi kapcsolatokat ápolt Korinthosszal és az illír hátországgal egyaránt. Apollónia (és Epidamnosz) kereskedelmi jelentősége elsősorban abban állt, hogy eljuttatta a görög piacra az illír kézművestermékeket, ezzel ösztönözte az őslakosok termelését és fellendítette gazdasági-társadalmi életüket. Másrészt az illírek műveltségére és kézművességére is hatott azzal, hogy a saját, magasabb minőségű portékáit megismertette velük.

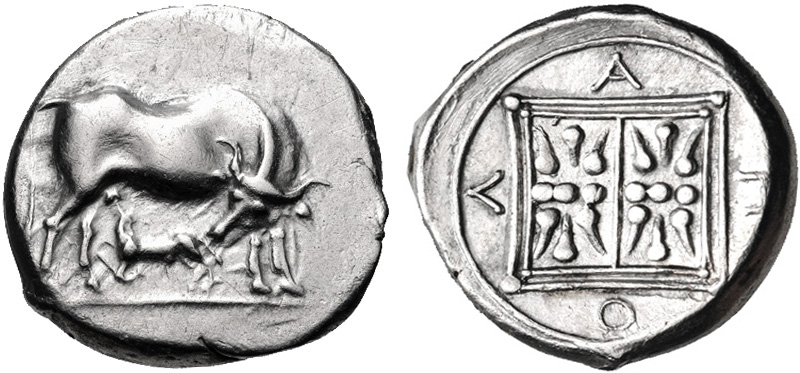
Apollóniai ezüstsztatér, –280

 Az i. e. 5. század közepétől Apollónia saját ezüstsztatért veretett. A 10,4–11,5 gramm tömegű érmék értéke elérte a 4 drachmát is. A Kerkürával fenntartott szoros gazdasági kapcsolatokat igazolja, hogy az epidamnoszi és apollóniai pénzérmék a kerkürai sztatérhoz hasonlóan előlapjukon egy borját szoptató tehenet, hátlapjukon pedig egy geometrikusan osztott négyzetet ábrázoltak. Egyedül az Απολ felírás tette egyértelművé, hogy Apollóniában vert pénzről volt szó. Sztrabón munkájában feljegyezte, hogy a prosperáló Epidamnosz és Apollónia csakhamar olyan gazdasági vonzerőt jelentettek, hogy a háborúval, és az annak nyomában járó gazdasági és politikai krízissel sújtott Peloponnészoszról valóságos exodus indult meg e békében fejlődő gyarmatvárosok irányába. A sokasodó számú jövevény és a helyben lakó, katonailag erősödő illírek között idővel minden bizonnyal felütötték fejüket a konfliktusok. Arisztotelész i. e. 4. századi Politika című művében a város társadalmát oligarchikusnak írta le, ahol a gyarmatosítók leszármazottainak szűk és kiváltságos rétege, az eupatridák (εὐπατρίδαι) nagyszámú, alávetett őslakos népességet kormányoztak vaskézzel.
A régió illírjei és epirótái eközben politikai és katonai téren egyaránt megerősödtek. Az i. e. 4. századra Illíria három nagyobb hatalmi központ, az Illír Királyság, az Épeiroszi Királyság és I. Dionüsziosz szürakuszai türannosz összecsapásainak helyszínévé vált. Apollónia ettől függetlenül megtarthatta szabad görög városi jogállását, gazdasági virágzása töretlenül folytatódhatott, annál is inkább, mert kereskedelmi kapcsolatai a megerősödött illír hátország irányába fejlődhettek, s kiterjedt gazdasági kapcsolatokat ápolt a környező amantok, büllionok és atintánok törzseivel, az Apszosz, Genuszosz és Drilón folyók völgyein pedig a feltörekvő illír néptörzsekkel. Nem csupán Apollónia volt a haszonélvezője az illír területekkel fennállt gazdasági kapcsolatoknak, de a város nagy szerepet játszott a hellenisztikus tárgyi és szellemi kultúra illír földön való elterjesztésében is. Régészeti leletek igazolják, hogy az apollóniai fazekas- és fémművestermékek, pénzérmék nagy tömegben jutottak el illír területekre, de a város mintaként szolgált több városiasodó illír település építészeti megoldásaihoz is (Büllisz, Dimalé stb.). A korinthoszi és kerkürai kapcsolatok hanyatlását jelzi, hogy Epidamnosz és Apollónia a 4. század végén saját ezüstdrachmát veretett, amelyet a görög óhazában illíriai drachma néven ismertek a következő három évszázadban. Emellett egy kevésbé értékes bronzpénzt is forgalomba állítottak, amelynek előlapjára a városnak nevet adó Apollón portréját, hátlapjára pedig az istenség kedvenc hangszere, a líra képét nyomták. A gazdasági élet virágzása nyomot hagyott Apollónia településképén is: az i. e. 4. században épültek az agora legreprezentatívabb épületei, a szentélykörzet (temenosz) fala, a 3. században a színház és a nümphaion épülete.
A gazdasági fejlődés, jóllehet, csak átmeneti időre, i. e. 314-ben szakadt meg, amikor Kasszandrosz makedón király fegyveres erővel birodalmához csatolta az illír partvidéket. Két évvel később a fellázadt városlakók korinthoszi segítséggel és Glaukiasz illír király katonai támogatásával kiverték Kasszandrosz embereit Apollóniából. Apollónia nyugati, a síkságra nyitott városfalait ezt követően megerősítették, téglafalazattal megmagasították, a keleti városfalhoz pedig egy hatalmas, 100 méteres bástyát toldottak, amelyre katapultokat telepítettek, és teljes hosszában körtornyokkal csipkézték a falat. Az elkövetkező évszázad meg-megújuló külső támadásai igazolták a város megerősítésére irányuló törekvéseiket. I. e. 280 körül Monuniosz illír király terjesztette ki ideiglenesen fennhatóságát a tengerparti görög városokra, Epidamnoszra és talán Apollóniára is. A Glaukiasz és Monuniosz (illetve utódja, Mütilosz) Illír Királyságával való együttműködés társadalmi változásokat is hozott Apollónia életébe. Egyfelől nagyszámú illír telepes érkezett a városba, nevüket több e századból származó fogadalmi ajándék és sztélé örökítette meg (pl. Boito, Dazio, Szüra). Másfelől egyre több illír név tűnt fel a városi tisztviselők, sőt, a várost irányító prütaniszok sorában is (pl. Genthiosz, Epikadosz), ami a korábbi oligarchikus társadalmi berendezkedés demokratizálódását jelzi. Mütilosz illír király támogatásával Apollónia csatlakozott az I. Alexandrosz épeiroszi király ellen szervezkedő, i. e. 279-ben megalakított Aitól Szövetséghez. Ennek jeleként Apollónia aitóliai minták alapján veretett új bronzérméket, amelyek előlapján Artemisz (esetleg Atalanté) portréja, hátlapján pedig egy dárdahegy és egy vadkan alsó állkapcsának ábrázolása látható. Bár Apollónia részéről katonai összecsapásokra nem került sor, a város polgárai elsőként fordultak a Római Köztársasághoz azzal a kéréssel, hogy katonai segítséget nyújtson az illíriai-épeiroszi politikai helyzet megszilárdításában.

### Illíriai és makedóniai háborúk

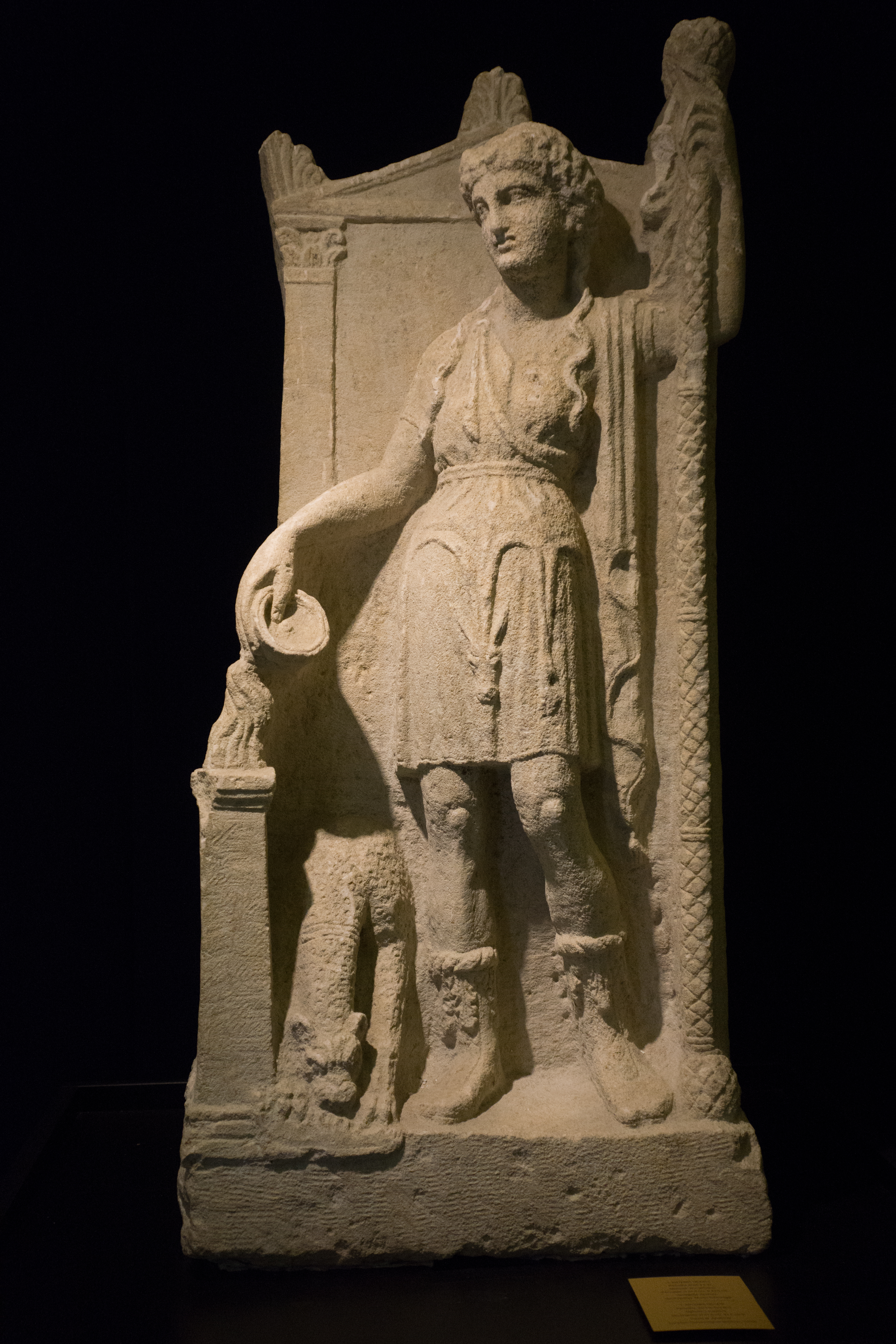
Artemisz apollóniai homokkőszobra az. századból

A kalózkodással foglalkozó ardiata illírek királyságának i. e. 250 és 231 közötti uralkodója, Agrón hadihajóival támadta meg a várost. Halála után özvegye, az ardiaták élére álló Teuta királyné folytatta partvidéki hódításait, és egyre nagyobb veszélyt jelentett Róma, illetve a partmenti városok számára egyaránt. A Római Birodalom i. e. 229-ben háborút indított Teuta ellen, és a több évtizedig húzódó illíriai háborúk nyitányaként, hadserege a történelem során első ízben szállt partra az Adria keleti oldalán. Kerküra elfoglalása után a rómaiak Apollóniába hajóztak, ahol ugyanekkor szállt partra a Brundisiumból érkező 20 ezer gyalogos és 2 ezer lovas. Az egyesített sereg egy kisebb helyőrség hátrahagyása után innen, Apollóniából indította hadjáratát Teuta királyné ellen. Az első római–illír háború megnyerését követően, i. e. 228-ban Róma protektorátusa alá vonta az illíriai partvidéket, amely öt körzetből állt: Epidamnosz és Apollónia mellett az ardiaták, parthinok és atintánok koinonjaiból. Emellett a birodalom negyven hadihajót hagyott a térségben, ezen felül pedig légiót toborzott a Rómával szövetséges illír területek férfiaiból.
I. e. 219 tavaszán a Római Birodalom hadserege – Lucius Aemilius Paullus consul vezetésével – ismét partra szállt Apollóniában, és a második római–illír háború keretében leverte az addig csatlósaként uralkodó Pharoszi Démétrioszt. A győzelmet követően kisebb római csapatokat állomásoztattak Apollóniában és Órikoszban. V. Philipposz makedón király nem sokkal később terveket szőtt királysága tengeri hatalommá tételéről, és a tervei megvalósításához vezető első lépcsőfokot Apollónia meghódításában látta. I. e. 214-ben meg is indult csapataival a partvidék felé, ezzel kitört az első makedón–római háború. Százhúsz lembosszal indult a város bevételére, de a jóformán védtelen Órikosz elfoglalása után Apollónia alatt a városlakók ellenállásába ütközött. A római csapatok élén álló Marcus Valerius Laevinus először visszafoglalta Órikoszt, majd kétezer embere élén Apollónia védelmére sietett. Az éjszaka leple alatt ütöttek rajta a közelben táborozó makedónokon, és csúfosan megfutamították őket, háromezer katonájukat pedig lemészárolták vagy foglyul ejtették. Az apollóniaiak számos katapultot és dárdavetőt zsákmányoltak és állítottak városuk védelmébe. A háború ezzel azonban nem ért véget, az elkövetkező években V. Philipposz a hátországban vívta meg területszerző csatáit. Amikor Róma i. e. 211-ben bevonta az Aitól Szövetséget és Szkerdilaidasz Illír Királyságát a makedónellenes koalícióba, V. Philipposz dühödt erővel támadt Apollóniára, de kísérletét nem koronázta siker. A háború végóráiban, i. e. 205-ben harmadszor is megtámadta Apollóniát, de ezúttal sem tudta bevenni. A háborút lezáró i. e. 205. évi phoinikéi béke értelmében visszaállították az i. e. 228-as status quót, azaz Illíria partvidéki része, Apollóniával együtt római protektorátus alatt maradt, egyedül az atintánok koinonját engedték át a makedónoknak.
A békét azonban V. Philipposz csakhamar felrúgta, dardán és dasszaréta területeket hódított meg, elfoglalt több égei-partvidéki és kis-ázsiai görög várost, és i. e. 200-ban kitört a második római–makedón háború. Sulpicius Galba irányítása alatt i. e. 200 őszén két légió szállt partra Apollóniában. A várostól északra rendezték be hadiszállásukat, ahonnan i. e. 197-ben győzelemmel záruló támadásaikat intézték a makedón uralkodó ellen. Apollónia a rómaiak fontos támaszpontjául szolgált a római–szeleukida háború, majd a harmadik római–makedón háború során is, amikor i. e. 191-ben, illetve i. e. 171-ben ismét itt tették partra fegyveres alakulataikat.

### Római kor
A harmadik makedón háború i. e. 168-as lezárulása jelöli ki a Római Birodalom fennhatóságának kezdetét a nyugat-balkáni területeken. A makedónok elleni végső győzelmet kivívó püdnai ütközetet követően Róma az épeirosziakkal is leszámolt: hetven városukat tette a földdel egyenlővé, és mintegy 150 ezer őslakost vetett rabszolgasorba. A meghódított területek egy részét római közigazgatás alá vonták, i. e. 148-ban megalakították Macedonia provinciát. Bár az illírek lakta területekből egészen Augustus uralkodásáig nem vált önálló provincia, formálisan már ekkor Illyricumnak nevezték, és i. e. 146-ban Macedonia provincia törvényhatósága alá helyezték. Apollóniába – Dyrrachiumhoz és Buthrotumhoz hasonlóan – római helyőrséget telepítettek, de a város függetlenségét és szabadságát megtarthatta (civitas libera). Illír és görög lakossága megőrizhette önkormányzatát, etnikai identitását és anyanyelvét, a korabeli síremlékek jelentős részén továbbra is illír név szerepelt. Apollóniát sem ekkor, sem később nem érte olyan mértékű romanizáció, mint például Dyrrachiumot. Sztrabón földrajzi munkájában „bölcsen kormányzott városként” (πόλεις ἐννομώτατα) írta le Apollóniát. Valóban, a római hódítást követő évtizedekben a béke és fejlődés időszaka köszöntött az illír partvidék városaira, Apollónia – Dyrrachium és Buthrotum mellett – megőrizhette vezető szerepét mint az illíriai területek egyik gazdasági és műveltségi központja.

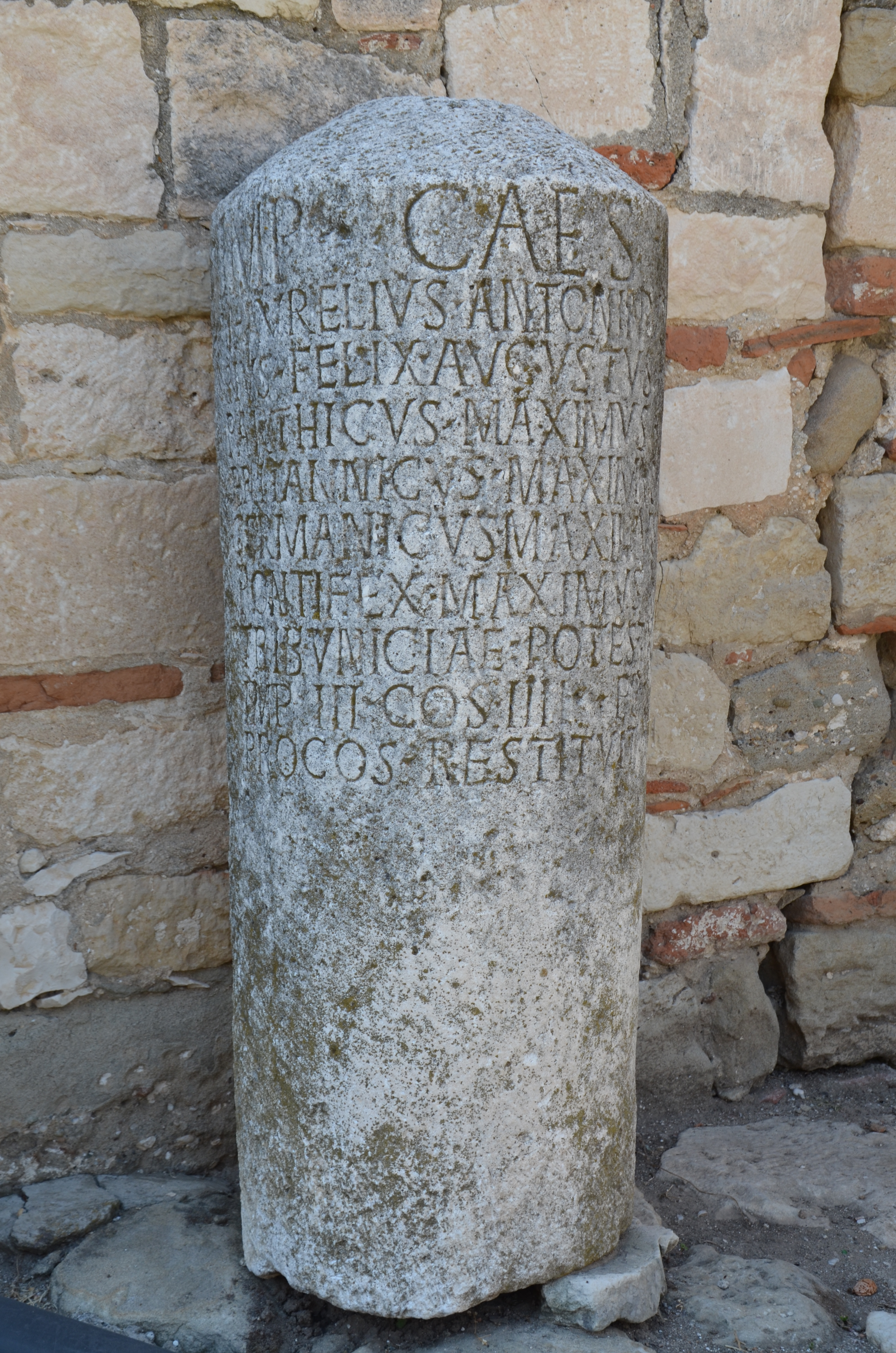
A Via Egnatia egyik mérföldköve Apollóniánál, törzsén Marcus Aurelius római császárt méltató sorokkal

Apollónia az adriai partvidéket Byzantiummal összekötő, i. e. 148 és 117 között épített út, a Via Egnatia egyik kiindulópontja lett az északabbra fekvő Dyrrachium mellett. Később a rómaiak további, Apollóniából kiinduló utakat építettek déli irányba, Aulonába, illetve az Aous völgyén, Byllisen és Hadrianopolison át Nicopolisba. Gazdasági és kereskedelmi jelentősége mellett ezekben a századokban egyre hangsúlyosabbá vált Apollónia kulturális szerepe, a rómaiak könyvtárat és neves filozófiai-retorikai akadémiát alapítottak a városban. Az i. e. 48-ban itt járt Marcus Tullius Cicero különösen kedvelte Apollóniát, később nagyszerű és fenséges városként (magna urbs et gravis) emlékezett meg róla.
Az i. e. 49-ben kirobbant római polgárháború során az Adria keleti partvidéke fontos összecsapások helyszíne volt. Pompeius Magnus flottája az ellenségeskedés kitörésekor blokád alá vonta az Apollónia és Dyrrachium közötti partvidéket, hogy megakadályozza Iulius Caesar partra szállását. Caesar azonban i. e. 48. január 5-én a jóval délebbre fekvő Palaesténél mégis partra tette csapatait, és észak felé vonult, hogy összecsapjon Pompeiusszal. Útközben a legcsekélyebb ellenállás nélkül elfoglalta Oricumot, majd Apollóniát, de végül elhúzódó taktikázást követően, július 10-én a Dyrrachium melletti Petránál (ma Shkëmbi i Kavajës) vereséget szenvedett el Pompeiustól. Ezt követően Caesar visszavonult Apollóniába, ahol berendezte főhadiszállását, és ahonnan a végül győzelmet hozó augusztus 9-ei pharszaloszi csatával végződő hadjáratát megindította. Apollóniai tartózkodása során barátságot kötött a város több vezetőjével. Talán ez is közrejátszott abban, hogy i. e. 45-ben Caesar Apollóniába küldte nevelt fiát, az akkor tizennyolc éves Octaviust, hogy a város akadémiáján retorikai oktatásban és katonai képzésben részesüljön. Apollóniai tartózkodására Octaviust elkísérte barátja, későbbi hadvezére, Marcus Vipsanius Agrippa és tanára, Pergamoni Apollodórosz is. Nevelőapja, Iulius Caesar i. e. 44-ben bekövetkezett erőszakos halálát követően Octavius, mindössze hat hónapnyi képzést követően, innen hajózott Itáliába, és lett nem sokkal később Augustus néven római császár. Talán a város iránti háláját fejezte ki, amikor már római császárként a civitas libera et immunis státust biztosította Apollóniának, amelynek lakói így mentesültek mindennemű adófizetési kötelezettség alól, emellett továbbra is szabadon használhatták a görög nyelvet. Ennél is fontosabb volt azonban, hogy megtarthatták görög hagyományú önkormányzati rendszerüket, a prütanisz, a bulé, az arkhiereusz és az agónothetész intézményét, sőt, nemegyszer római polgárok töltötték be ezeket a tisztségeket. Az Apollóniában vert illíriai drachma szintén forgalomban maradt, gyakran még a Duna menti provinciák legionáriusai is ebben kapták javadalmazásukat; a drachma i. e. 1. század végi megszűnése után is megmaradt Apollónia pénzverési joga. A városszerte feltárt feliratok továbbra is görög nyelvűek voltak, az apollóniaiak a görög isteneket tisztelték, csupán egyetlen felirat ismert a római hagyományú Fortuna istennő tiszteletéről. Mindez különleges státust biztosított Apollóniának abban az időszakban, amikor Augustus egykori görög gyarmatvárosok és illír városias települések egész sorát kolonizálta és romanizálta (köztük Dyrrachiumot), felszámolva ezzel a koinonok hagyományos rendszerét. A fejleményekkel elégedetlen illírek fegyvert fogtak, és az i. sz. 6–9 között lezajlott nagy illír felkelés során a lázadást vezető triumvirátus egyik tagja, a latinos nevén ismert Bato Daesidiatus i. sz. 6-ban megtámadta és rövid időre bevette Apollóniát is.
Ez azonban apró közjátéknak számított csupán, az i. sz. 1–2. században Apollónia gazdasági és kulturális élete tovább virágzott. A folyóparton épült raktárak és lakóházak sora kötötte össze a kikötőt a várossal. Apollónia legfontosabb kiviteli termékei a közeli síkvidéken termesztett gabonafélék, a hegyekben kitermelt faanyag és az ott tenyésztett juh, valamint továbbra is a rabszolgák voltak. A Via Egnatia nyugati végpontjában fekvő Apollónia emellett továbbra is a római hadsereg egyik legfontosabb illíriai helyőrsége maradt, ami megnövelte a városi kereskedők, vendéglátók és kézművesek szolgáltatásai iránti keresletet. A város gazdasági és kulturális fejlődését jelzik a mind fényűzőbb megoldások a köz- és a magánépületek vonatkozásában egyaránt. Egyfelől Róma megőrizte a város görögös műveltségét, a korábbi görög korszak épületeit és azok funkcióit, olyannyira, hogy szokásaikkal ellentétben az apollóniai görög színházat nem alakították át gladiátorok összecsapásainak helyet adó arénává. Eredeti formájukban hagyták meg az agora épületeit, a nagy sztoát és a gümnasziont is. Emellett azonban jelentős épületeket emeltek ezekben az évszázadokban, így például a buleutériont, az odeont és a könyvtárat. Bár a lakóházak fekete-fehér mozaikpadlós díszítése már a görög korban, az i. e. 4. század táján megjelent és elterjedt Apollóniában is, igazán művészi értékű, változatos technológiájú (színezett kőből, agyagból, üvegből készült) mozaikok ebből a korszakból maradtak az utókorra. A legnevezetesebb korabeli apollóniai mozaikok egyike a huszonkét feltárt római lakóház egyikének padlóját díszítette az i. sz. 3. század elején, és egy tengeri állatokkal, halakkal körbevett, delfinen lovagló néreiszt ábrázol. Ugyanabban a lakóházban tártak fel egy Akhilleusz és az amazonok küzdelmét megörökítő 4×4,5 méteres mozaikot, amely nem kevesebb, mint 180 ezer színezett kőből áll. A görög hagyományokból kiinduló, de attól eltérő, sajátosan apollóniai iskolát képviselő szobrászműhelyek szintén messze földön ismertek lettek, gyakran emlegették Apollóniát „a szobrok városa”-ként. Ez a folyamat már az i. e. 3. században megindult, amikor megjelentek az első, a klasszikus görög területeken egyedülálló, mitológiai jeleneteket, állatokat és madarakat ábrázoló sztélék. A helyi mesterek nevezetes alkotásai közé tartozik egy Démoszthenész-portré, valamint Hadrianus római császár büsztje. A görög kultúrájú város jelentékenyebb romanizálása csupán az i. sz. 2. század végén indult meg, ekkor jelentek meg a római isteneknek ajánlott első szentélyek, és a városban vert pénzérmék motivikája is egyre inkább római hatást tükrözött.
Az i. sz. 3. század végén, Diocletianus uralkodása alatt (284–305) újjászervezték a terület közigazgatását és Apollónia Epirus Nova provincia déli határvidékére került. Epirus Nova és Epirus Vetus közötti elhelyezkedése kedvezően hathatott volna az Aous-parti város életére, de a város virágkora ekkor már leáldozóban volt. A társadalmi és földművelési viszonyok változásának következtében a 4. században a város egyik fő bevételi forrásául szolgáló rabszolga-kereskedelem jövedelmezősége fokozatosan elenyészett. Ugyancsak a 4. században Apollónia a nyugati gótok betörését szenvedte el. A környék geomorfológiai változásai azonban végképp megpecsételték a város sorsát. A kikötő medre és az Aous deltavidéke az évszázadok során feltöltődött homokkal, s az addig a város mellett húzódó folyó medre délebbre került, ezzel Apollónia folyó és kikötő nélkül maradt. Legvégül egy földrengés következtében a folyó ismét kilépett medréből, és még távolabb került a várostól. Mindezek következményeként Apollónia a késő római korra gazdasági és stratégiai jelentőségét egyaránt elveszítette, és az északabbra fekvő Dyrrachium kikötővárosa vette át a vezető gazdasági-kulturális szerepet a régióban.

### Középkor
Apollónia ezt követő évszázadai jórészt a múlt homályába vesznek. Annyi bizonyos, hogy bár a város jelentőségét elveszítette, mégsem néptelenedett el teljesen. Írott források arról tanúskodnak, hogy a kereszténység a korai századokban, még fénykorában elérte Apollóniát, sőt, az i. sz. 1. században egy bizonyos athéni Ibasziosz itt szenvedett vértanúhalált. Jelentős ókeresztény közösség jelenlétét azonban ebből az időszakból a régészeti ásatások nem igazolták. Annyi bizonyos csupán, hogy Apollónia az i. sz. 5. században már püspöki székhely volt: a 431. évi epheszoszi zsinaton Felix püspök, a 451. évi khalkédóni zsinaton pedig Eusebius püspök képviselte a várost. A város területéről több késő ókori keresztény templom alapjai kerültek elő, ezek egyike a mai kolostor udvarának keleti sarkában állt. Az 5–6. századra, de még I. Iusztinianosz uralkodása (527–565) előttre datálható feliratok szerint a Bizánci Birodalom kiterjesztette fennhatóságát az egykori Apollóniára, és védműveit részben megerősíttette. A források arra utalnak, hogy ezek a munkálatok nem állították helyre a város egykori fényét, sőt, az 5. század második felében az apollóniai püspök is áttette székhelyét a közeli Byllisbe, és a 6. századra Apollónia elnéptelenedett.
A későbbi rétegekből szórványosan előkerült agyagedény-töredékek és pénzérmeleletek arra utalnak, hogy a 13–14. században a korábbi Apollóniát ismét jelentősebb népesség lakta. A település központja az erődített kolostor és annak 1220 körül épült temploma volt. A 17–19. században a még akkor is nagy számban látható ókori romok jelentősen károsodtak, amikor a környék lakossága – sőt, a berati pasa is – építkezéseikhez az ókori romok köveit használták fel. 1858-ban megjelent könyvében Hyacinthe Hecquard francia utazó az albán lakta területek római katolikus püspökségeinek sorában említette Apollóniát.

## Régészeti feltárása

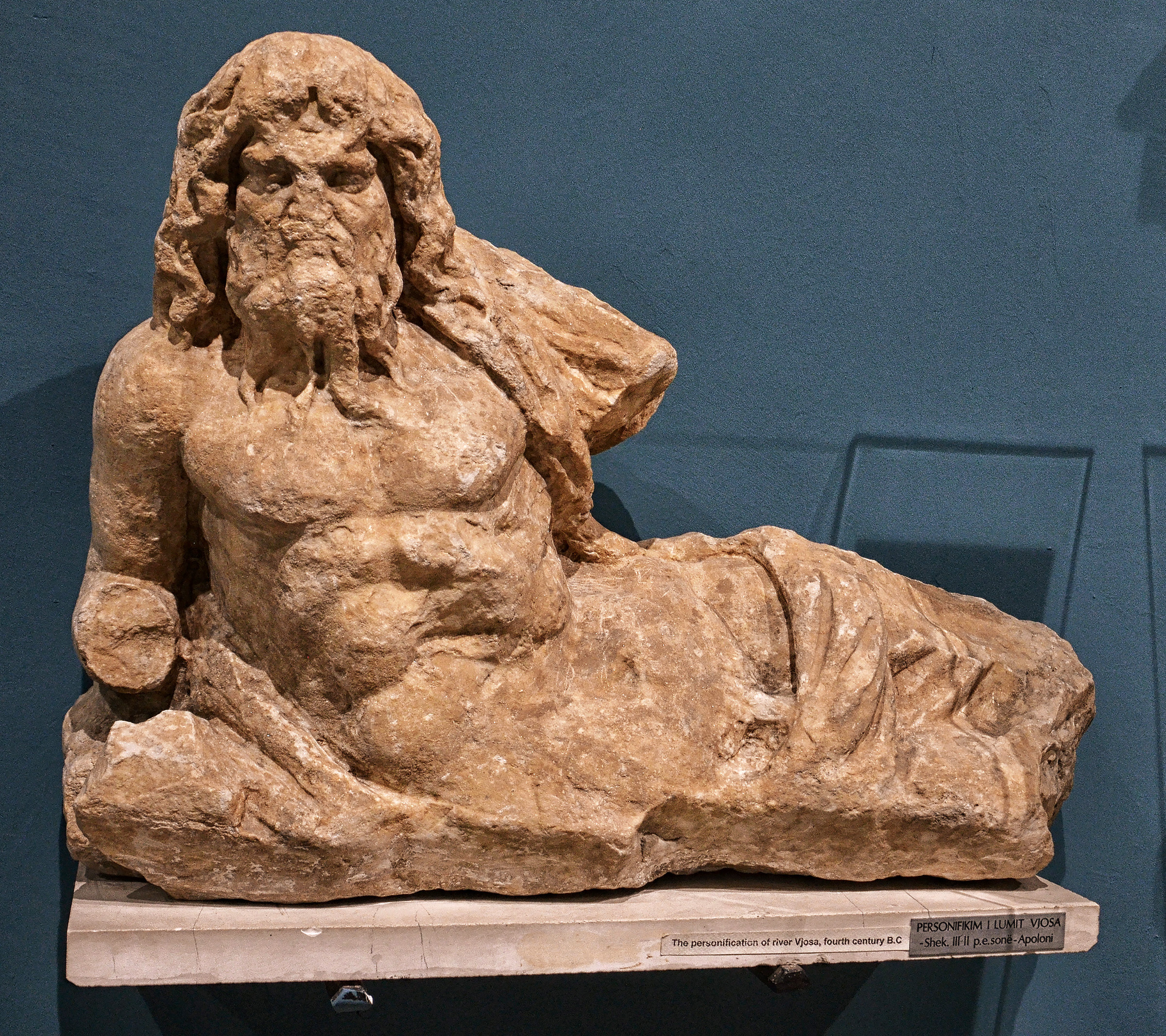
Apollóniai szobor az századból, az Aóosz folyó allegorikus alakja

Apollónia a középkor embere számára is ismert volt mint antik romváros. Az itáliai humanista, Ciriaco de’ Pizzicolli 1435-ös útja során meglátogatta Lisszoszt, Epidamnoszt, Apollóniát és Buthrótont is, és olyan épületek, feliratok leírását adta közre, amelyek a későbbi évszázadokban elenyésztek. A 19. században megsokasodtak a nyugati utazók leírásai ezekről az ókori romvárosokról. Az Apollóniában látottakról többek között François Pouqueville (1820), William Martin Leake (1835), Léon Heuzey (1855) számolt be, Edward Lear és Charles Robert Cockerell pedig rajzokat, akvarelleket adott közre az akkor még látható ókori emlékekről.
Miután az Osztrák–Magyar Monarchia 1916-ban elfoglalta Észak-Albániát, Camillo Praschniker vezetésével és Arnold Schober részvételével indultak meg az első rendszeres ásatások Apollóniában. Ezek során feltárták a keleti városfal egyik szakaszát, a nekropolisz néhány sírját, valamint a szentélykörzetet (temenosz). Eredményeiket 1918 és 1920 között publikálták, az általuk feltárt szobrok és feliratok némelyike pedig ma is az Apollóniai Régészeti Park kiállítási darabja. Léon Rey francia régész vezetésével – és az albán Hasan Ceka részvételével – 1924-től folytatódtak a régészeti ásatások Apollóniában, és a munkálatok egészen a második világháború előestéjéig, 1938-ig tartottak. Munkájuk kiemelkedő eredménye a temenoszfal és annak kapuja, illetve a nagy sztoa, számos szobor és szobortöredék feltárása. A sztoa elhelyezkedéséből kiindulva lokalizálni tudták az egykori agora helyét, és intenzív munkának köszönhetően feltárták annak több épületét: a római kori odeont, a diadalívet és a buleutériont. Rey régészeti munkájának eredményeit az 1927 és 1939 között hat számban megjelent Albania című folyóiratban adta közre. Az ország 1939-es olasz annexióját követően a megszálló hatóságok létrehozták a Régészeti és Képzőművészeti Igazgatóságot, archeológiai részlegének vezetésével pedig Pellegrino Claudio Sestierit bízták meg. 1941-ben maga Sestieri állt a Rey munkáját folytató apollóniai ásatások élére, amelyek eredményeként feltárták a város gümnaszionát, valamint a nekropolisz császárkori szentélyét. Ugyanakkor a második világháború éveiben pótolhatatlan károk is érték Albánia régészeti örökségét: az olasz hatóságok Rómába szállíttatták a feltárt leletek nagy részét, majd a helyüket 1943-ban átvevő náci megszállók katonai létesítményeket telepítettek Apollónia területére, ezzel az akropolisz épületeit megsemmisítették.
1948-ban a kommunista hatóságok megalakították a tiranai Régészeti és Néprajzi Múzeumot, amelynek égisze alatt már az év nyarán megindultak az apollóniai ásatások Hasan Ceka és Skënder Anamali vezetésével. Ceka, az albán régészettudomány doyenje 1972-es nyugdíjba vonulásáig az apollóniai ásatások vezető régésze maradt, és gondoskodott róla, hogy Apollónia az ókorkutatás fókuszában maradjon. Az 1950-es években folytatták az agora és a nekropolisz feltárását. Noha ezt követően az ország történetének illír és őskori emlékei nagyobb hangsúlyt kaptak a régészeti kutatásokban, Apollóniában is folyamatosak maradtak a feltárások. 1958 és 1960 között albán–szovjet összefogás keretében folyt a feltárómunka, amelyben részt vett a vezető albán régészek majd mindegyike, valamint Vlagyimir Dmitrijevics Blavatszkij vezetésével a moszkvai Régészeti Intézet több munkatársa is. Legjelentősebb eredményeik közé a keleti városfal egyik tornyának, az Artemisz-szentélynek, a prütaneionnak és több lakóháznak a feltárása tartozott, emellett felnyitották és leírták a nekropolisz i. e. 6–4. század közötti 136 sírját. A rendkívül gazdag leletanyag, az előkerült szobortöredékek nagy száma lehetővé tette, hogy 1961-ben kiállítóhelyet rendezzenek be és megnyissák az Apollóniai Régészeti Múzeumot (Muzeu Arkeologjik i Apolonisë) a romváros területén található Szűz Mária-kolostorban. 1965–1966-ban, majd 1967–1969-ben Hasan Ceka és Neritan Ceka tárták fel a város nimfaszentélyeként és közkútjaként egyaránt funkcionáló nümphaiont. Az 1970-es években folytatódtak az ásatások, amelyek elsősorban a városfalak, a görög színház és a nekropolisz további feltárására irányultak.
Ezt követően csak a rendszerváltás után, 1992-ben folytatódott a rendszeres régészeti munka a romváros területén, egy Neritan Ceka és Pierre Cabanes vezette albán–francia expedíció keretein belül, amely főként a temenosz körzetére koncentrált. 2009 és 2011 között geofizikai felmérésekkel egybekötött régészeti ásatások folytak a területen, amelyek során rábukkantak a temenosz északi oldalát határoló portikuszra. Ugyanebben az időben a Vangjel Dimo és Annick Fenet vezette feltárások a nekropoliszban további, a görög gyarmatosítás legkorábbi szakaszából, az i. e. 7. század végéről és a 6. század elejéről származó korinthoszi és attikai fazekastermékeket, fekete és vörös agyagfigurákat hoztak felszínre. A Bashkim Lahi és Hennes von Hensberg irányította albán–német kutatócsoport a görög színház további kutatását célul kitűzve feltárta az északi portikusz egy szakaszát, valamint megkezdte a nézőtér rekonstrukciós munkálatait.

## Régészeti leírása

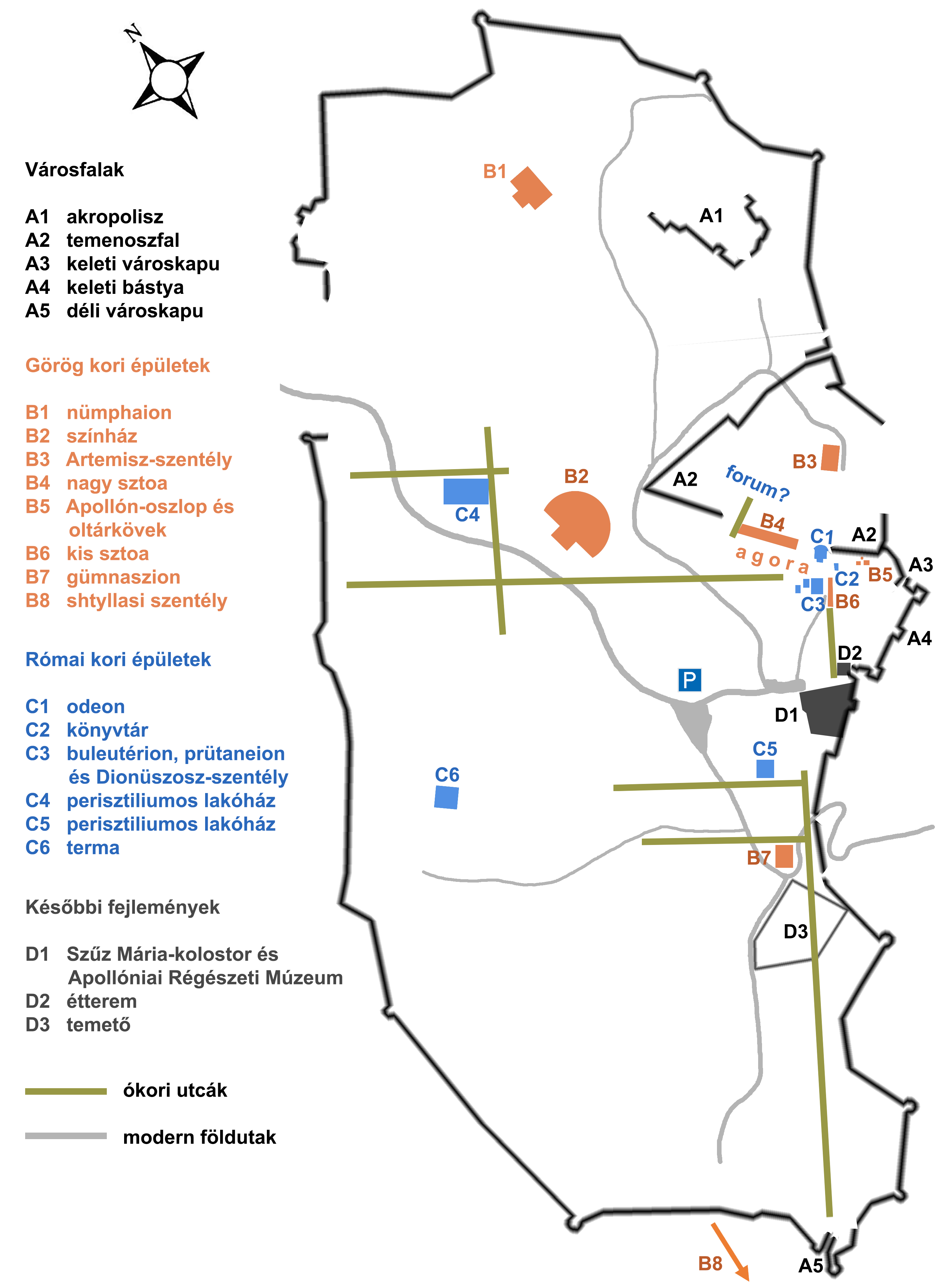
Apollónia átnézeti térképe

### A városfal és a nekropoliszok
A teljes hosszában a 4 kilométert is meghaladó, be- és kiszögellésekkel sűrűn tagolt városfal két magaslatot, mintegy 130 hektáros területet foglal magában. A városfal által közrefogott, délnyugat–északkeleti irányban szabálytalanul elnyúló terület hosszanti tengelye mintegy 1,5 kilométer, arra merőlegesen átlagosan 500-600 méter a szemközti falak egymástól való távolsága. A hatalmas kváderkövekből kötőanyag nélkül felfalazott, 2–3,5 méteres vastagságú városfalak pontos keletkezési ideje máig vita tárgya a régészek között. Egyes vélemények szerint a fal már az i. e. 7. század végén felépült, és az i. e. 5. században megerősítették, majd az i. e. 4. században téglafelépítménnyel magasították meg őket. Mások szerint a keleti fal északi, az akropolisznál húzódó szakasza és annak négyszög alaprajzú őrtornya a legrégebbi falszakasz, amellyel az i. e. 6. vagy 5. században erődítették az akropoliszt a városlakók. Annyi bizonyos, hogy az i. e. 314–312 között Kasszandrosz makedón király megszállását elszenvedő város ezt követően téglafallal magasíttatta meg a város védműveit, a keleti falhoz pedig egy hatalmas bástyát toldottak. Hasonlóképpen vita tárgya, hogy a déli-délkeleti területet a városhoz kapcsoló védművek az i. e. 4. vagy 3. században keletkeztek-e. Annyi bizonyos, hogy a kör alaprajzú őrtornyokat az i. e. 3. század első felében toldották a városfalhoz, vagyis addigra Apollónia erődítési munkálatainak le kellett zárulniuk. Az ókori városnak két főkapuja ismert, amelyek a fal déli és keleti oldalán nyíltak. A déli városkapu védelmét külön tornyok biztosították, innen indult az agorához vezető út. Ezek mellett a régészek három további kisebb városkaput és egy a városfalba vágott rejtekjáratot azonosítottak. A falak egyes részein esővízgyűjtő csatornákat alakítottak ki, amelyek a város vízmentesítése mellett a lakók ivóvízellátásához is hozzájárultak. A köztársasági Róma időszakában a városfal egyes északkeleti részeit a korábbi alapokon téglából újjáépítették. Az évszázadok során a városfal nagy része elpusztult, Pojan lakói házaik építéséhez használták fel köveit, így a 21. századra csupán a déli falszakasz egyes részei maradtak fenn számottevő mértékben.
A város keleti és nyugati oldalán nagy kiterjedésű nekropoliszokat tártak fel a régészek, a római kori temető szintén a várostól nyugatra feküdt. A temetők legkorábbi, i. e. 7–6. századi sírjai a városból keleti irányba, az illír törzsi területek felé kivezető egykori út két oldalán fekvő mintegy száz halomsír. Miután a görögök nem követték a halomsíros temetkezés hagyományát, sokáig az a nézet tartotta magát, hogy ezek a sírok igazolják Apollónia illírségét a gyarmatosítást követő évszázadokban is. A legújabb régészeti eredmények azonban éppenséggel azt igazolják, hogy a környék illírjei, a taulantok és a büllionok sem halomsírokba hantolták halottaikat, sőt, az apollóniai sírmellékletek korinthoszi edénytöredékei éppenséggel azt igazolják, hogy az egyfajta rítusváltáson átesett görög telepesek temetkezési helyéről van szó.

### Az agora görög és római kori építményei
Apollónia településszerkezetét a hippodamoszi elveket és az épeiroszi mintákat követve négyzetrácsos utcahálózat jellemezte. Az egymásra derékszögben merőleges utcák 120×60 méteres szigeteket fogtak közre. A város fő tengelye a déli városkaputól az agorához vezető főút, a plateia volt. Míg az önkormányzati, kereskedelmi és kultikus épületek a város keleti, addig a polgárok lakóházai inkább a teraszosan kiképzett nyugati fertályon épültek.

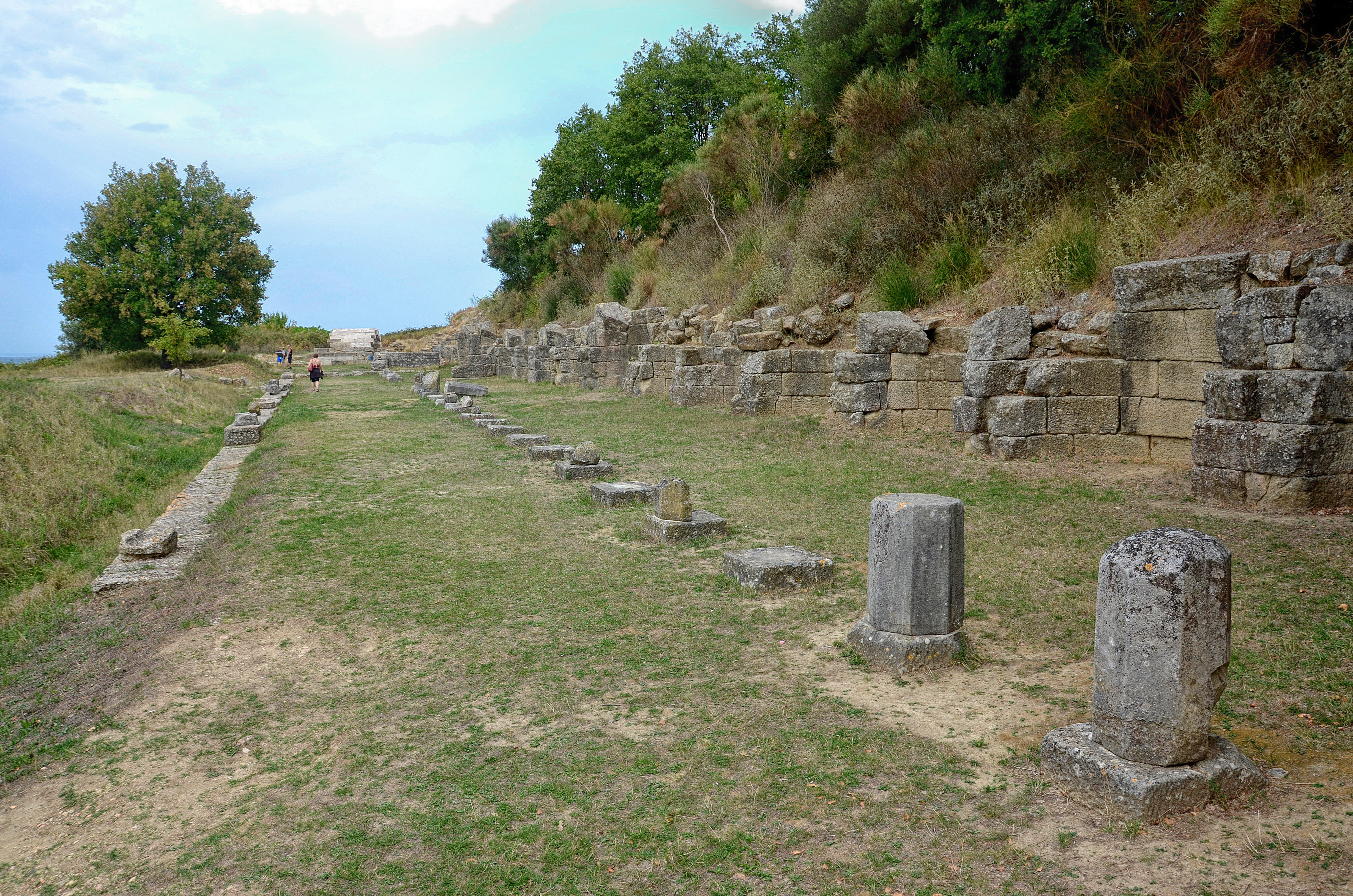
A nagy sztoa romjai az agora felől

A görög–illír Apollónia politikai és kereskedelmi központja, a középületektől és kereskedőházaktól övezett, 75 méteres tengelyhosszúságú agora a keleti városfal közelében, a középkori kolostortól északra található. Északi és keleti oldalát egyaránt egy-egy sétatérként használt oszlopcsarnok (sztoa) határolta le, amelyek eredetileg az i. e. 4. században épített közigazgatási, kereskedelmi és oktatási intézeteket szegélyezték. A keleti kis sztoa egy része a római korban megsemmisült, amikor különféle építményeket, köztük egy könyvtárat emeltek a helyén. A 78,2×9,2 méteres alapterületű, a korinthoszi építészeti hagyományokat folytató északi sztoa (vagy nagy sztoa) kétszintes volt. Alsó szintjét a homlokzati oszlopsor mellett további, a tengelyhosszban húzódó oszlopok osztották két részre. Hátsó falán tizenhét, mitikus vagy valóságos személyek szobrainak helyet adó, félköríves záródású kőfülke sorakozott. Míg a földszinti oszlopcsarnokot 35-35 dór oszlop alkotta, a sztoa felső szintjének sétányát jón oszlopok szegélyezték. Az ásatások során nagyszámban kerültek elő szobrok a sztoa területéről, legfőként az időszámításunk szerinti századokból, a római császárkor idejéből: egyebek mellett egy Dionüszosz-szobor, egy múzsafaragvány, egy khitónba és himationba öltözött nő, két tógás férfi márványból faragott alakja, valamint egy nő és egy férfi – utóbbi feltehetőleg Hadrianus római császár – büsztje. Az apollóniai nagy sztoa építészeti jelentőségét mutatja, hogy mintául szolgált a környék városiasodó illír települései számára: Dimalé és Büllisz sztoái egyaránt az apollóniai megoldásokat másolták. 21. századi régészeti ásatások előzetes adatai alapján a nagy sztoa nyugati végétől egy nagyobb utca indult északi irányba, a sztoára merőlegesen, amely egy mind a négy oldalán oszlopcsarnokkal keretezett térhez vezetett. A próbaásatások során egy emelvény és egy kompozit oszlopcsarnokkal szegélyezett, Augustus korabeli templom maradványai is előkerültek. Mindez arra utalhat, hogy a római időkben a korábbi agora szerepét a feltehetően itt kialakított forum vette át. Ugyancsak a nagy sztoa nyugati végénél egy késő ókori keresztény templom maradványai kerültek elő.
Az egykori agorán ma látható épületek java része a római kor i. sz. 1–2. századból származó emléke. A város egyik virágkora tehető erre az időszakra, amikor nem csak a helyi tehetős kereskedők áldoztak szívesen városuk szépítésére, de az egymást követő római császárok is gondot fordítottak Apollónia fejlesztésére. E korszak legjelentősebb, romjaikban ma is látható építményei az agora északi részén elhelyezkedő odeon, a korábbi kis sztoa északi végében épített könyvtár, valamint az elöljárósági épületek, a buleutérion és a prütaneion. Az eredetileg fedett, 1984 és 1987 között rekonstruált odeon téglafalazatát kívül elsimított mészvakolattal borították, belül erezett márványlapokkal díszítették. A 600 embert befogadó nézőtér (cavea) tizenhárom üléssorból áll, ezzel szemben kapott helyet a márványfalakkal lehatárolt, kisebb auditórium, ahol az előadások vagy éppen politikai szónoklatok elhangzottak. Az épület nyugati oldalában egy kisebb, apszisos szentély állt, ahol a feltevések szerint az előadások, rendezvények sikerét elősegítő áldozatokat lehetett elhelyezni. Az odeontól jobbra, a kis sztoa folytatásában álló négyszög alaprajzú épület az i. sz. 1. századi forrásokban már említett könyvtár. Jóllehet, az épület könyvtári funkciója nem teljesen tisztázott, miután a Nyugat-Balkánon csak kisszámú római könyvtárépület maradt fenn, így analógiák sem hívhatóak segítségül az épület azonosításához. Mindenesetre valószínűsíthető, hogy a belső falakon végighúzódó kőkonzolok könyveket és papirusztekercseket tartalmazó szekrények alátámasztására szolgáltak.
- Az odeon épülete a kis sztoa felől
- A könyvtár alapjai az agora felől
- A buleutérion épülete a nagy sztoa felől. Előterében a diadalív oszloplábai, jobb oldalán a prütaneion alapjai

Az agora délkeleti fertályán helyezkedik el Apollónia egyik legimpozánsabb épülete, a buleutérion, azaz a városi elöljáróság, a bulé üléseinek helyet adó tanácsépület. A 19×15 méteres, négyszög alaprajzú épület befogadóképessége elérte a 160 főt. 1974 és 1978 között rekonstruált lépcsősoros portikuszát az agora felől hat korinthoszi oszloppal alátámasztott timpanon határolja, amelynek belső oldalán nyílt a tanácsterem auditóriumába vezető főkapu. A portikusz architrávjának ógörög felirata szerint a buleutériont egy bizonyos Quintus Villius Crispinus Furius építtette fivére emlékére. Miután mindkét fivér betöltötte az agónothetészi tisztséget, azaz a városi tanács atlétikai események szervezésével megbízott tagja volt, az apollóniai buleutérionra gyakran hivatkoznak az Agónothetész-emlékmű megnevezéssel. Az épülettől nyugatra egy kisebb Dionüszosz-templom alapjai, a buleutérion előterében pedig egy i. sz. 2. századi diadalív téglapillérjei láthatóak. Ez utóbbiakat vélhetően márványlapok és stukkók borították. A buleutérion szomszédságában állt a tanács rendelkezéseit végrehajtó hatóság, a prütaneion épülete.

### A görög temenosz és akropolisz

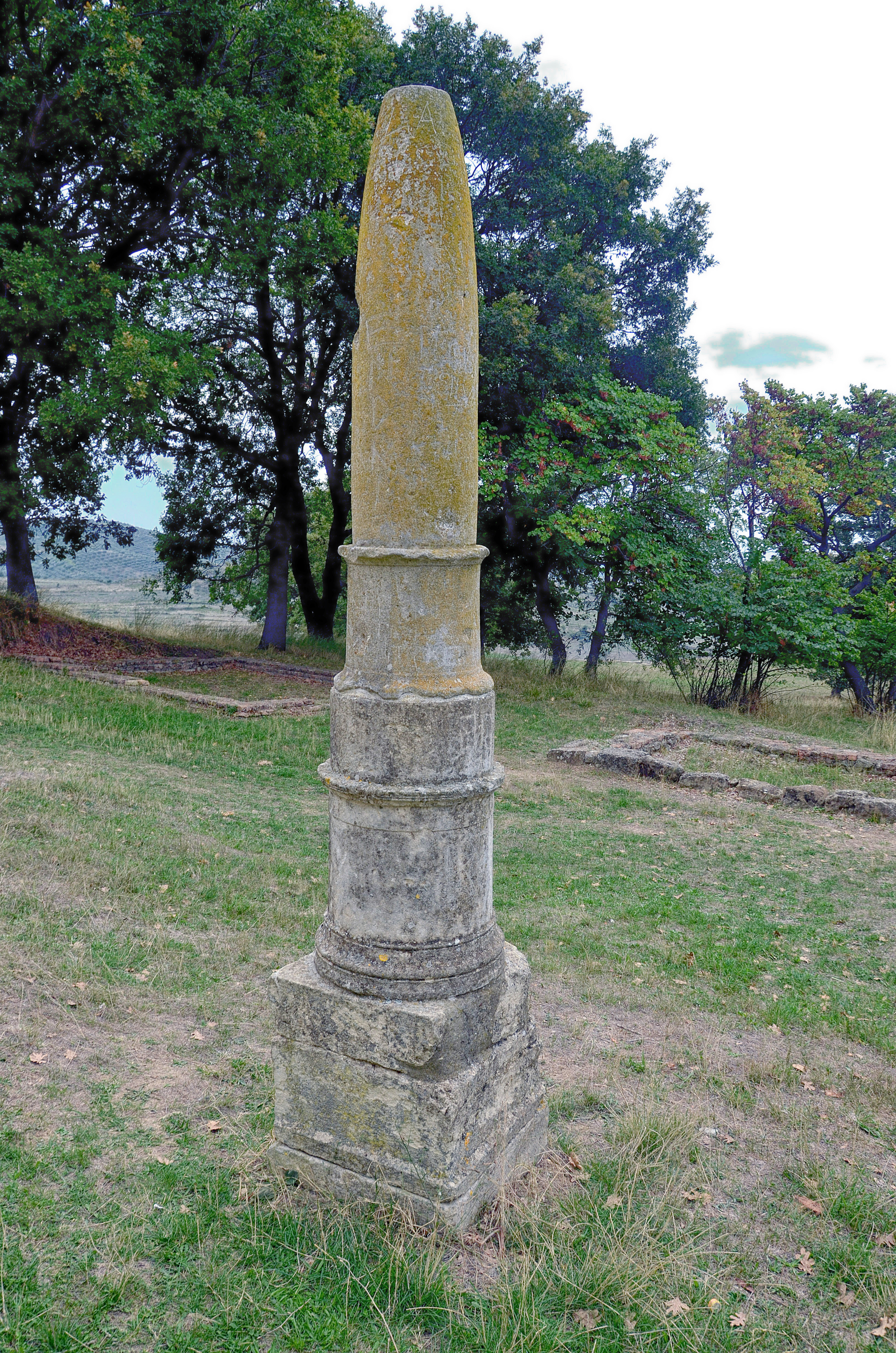
A rekonstruált Apollón-oszlop

Az agorától északra emelkedő magaslaton található a fallal körbevett temenosz vagy szentélykörzet, a város szakrális központja, amelynek legmagasabb pontján ma étterem működik. Jó állapotban fennmaradt, az i. e. 4. század végén épített, 4 méter magas masszív kváderfalazatba vágott csúcsíves záródású, álboltíves kapu (propülaia) vezet a temenosz területére. A kváderkövek némelyikén olvasható Α és Δ jelölések arra utalnak, hogy a falat a városi hatóságok emeltették. A temenoszfal előterében egy a delphoi omphaloszra, a Föld köldökére emlékeztető, feltehetőleg i. e. 5–4. századi kőoszlop látható. A római korban Apollóniában vert pénzérméken is ábrázolt oszlop tipikusan az Apollón-kultuszhoz kötődik, ezért Apollón-oszlopnak is nevezik. Egy hasonló omphaloszra bukkantak a város déli falainak közelében is. Ugyancsak a temenoszfal előterében, az Apollón-oszlop közelében négyszög alaprajzú téglaépítmények, vélhetően oltárkövek alapjai láthatóak. Az ugyanitt feltárt i. e. 3. századi, nagy mennyiségű agyagtöredék alapján egyes feltételezések szerint a rituálékhoz használt amforák raktára is e helyütt állt. Ugyanitt húzódott az agora vízmentesítését szolgáló vízelvezető árok is.

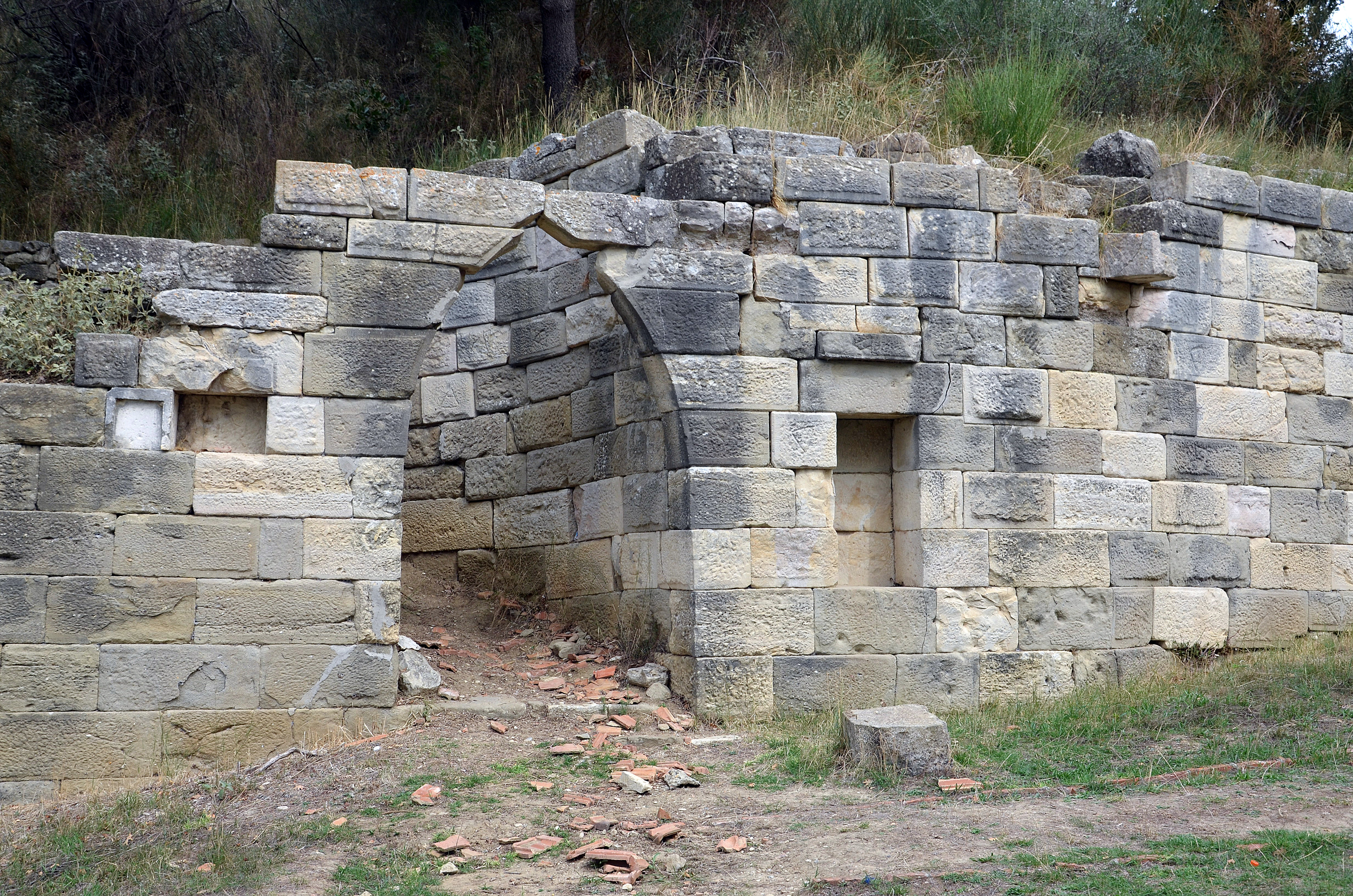
A temenosz kapuja

Magán a temenoszfallal elkerített magaslaton az egykori templomoknak csupán az alapjai maradtak fenn. Köztük a temenoszdomb legmagasabb pontján elhelyezkedő, i. e. 525–520 körülre datált Artemisz-szentély (egyes vélemények szerint Apollón-szentély), amely Albánia legrégebbi ismert pogány temploma. A kőből épült, kelet–nyugati tájolású kisebb szentély architrávját különféle frízek és faragványok díszítették, amelyek Apollónia és egyúttal Albánia legkorábbi művészeti emlékei közé tartoznak. Közülük kiemelkedik a görögök és az amazonok mitikus csatáját, az Amazonomakhiait ábrázoló, csaknem 2 méteres féldombormű. A félmeztelen, kidolgozott izomzatú, kerek pajzzsal és dárdával küzdő három harcos és az amazonok alakjait a közelben bányászott homokkőből faragták ki, ami Apollónia kézműveseinek fejlett művészi képzettségéről tanúskodik. Figyelmet érdemel, hogy noha maga a szentély dór típusú, az architráv frízei a jón építészeti hagyományt követték, ami csak egy évszázaddal később, az athéni Parthenónon dolgozó Iktinosz és Kallikratész munkássága nyomán lett elterjedt stílusötvözési eljárás a hellenisztikus világ építészetében. A szentély előtt az áldozati tárgyak elhelyezésére szolgáló kör alaprajzú oltárkő állt. A területen további, rózsamotívumokkal díszített oszloplábakat, az i. e. 5. század elejéről származó fríztöredékeket, valamint Artemisz és Gaia istennőkhöz intézett különböző korú feliratokat is találtak. A temenosz szentélyeinek egyikét a gyógyászat istenének, Aszklépiosznak ajánlották.
A temenoszt északról egy monumentális oszlopfolyosó választotta el az akropolisztól és a város profán tereitől. Az akropolisz egykori épületeinek jelentős része a második világháború során elpusztult, helyükre katonai épületek kerültek. Az itt folytatott ásatások csupán arra tudtak fényt deríteni, hogy a fallal körbevett akropolisz területén állt egy további szentély, valamint innen kerültek elő egy gerelyhajító és Dodonai Zeusz i. e. 460 körül készült bronzszobrai is. A temenosz- és az akropoliszdomb közötti völgyületben egy további templom, vélhetően egy másik Artemisz-szentély alapjait tárták fel a régészek.

### A görög színház és nümphaion

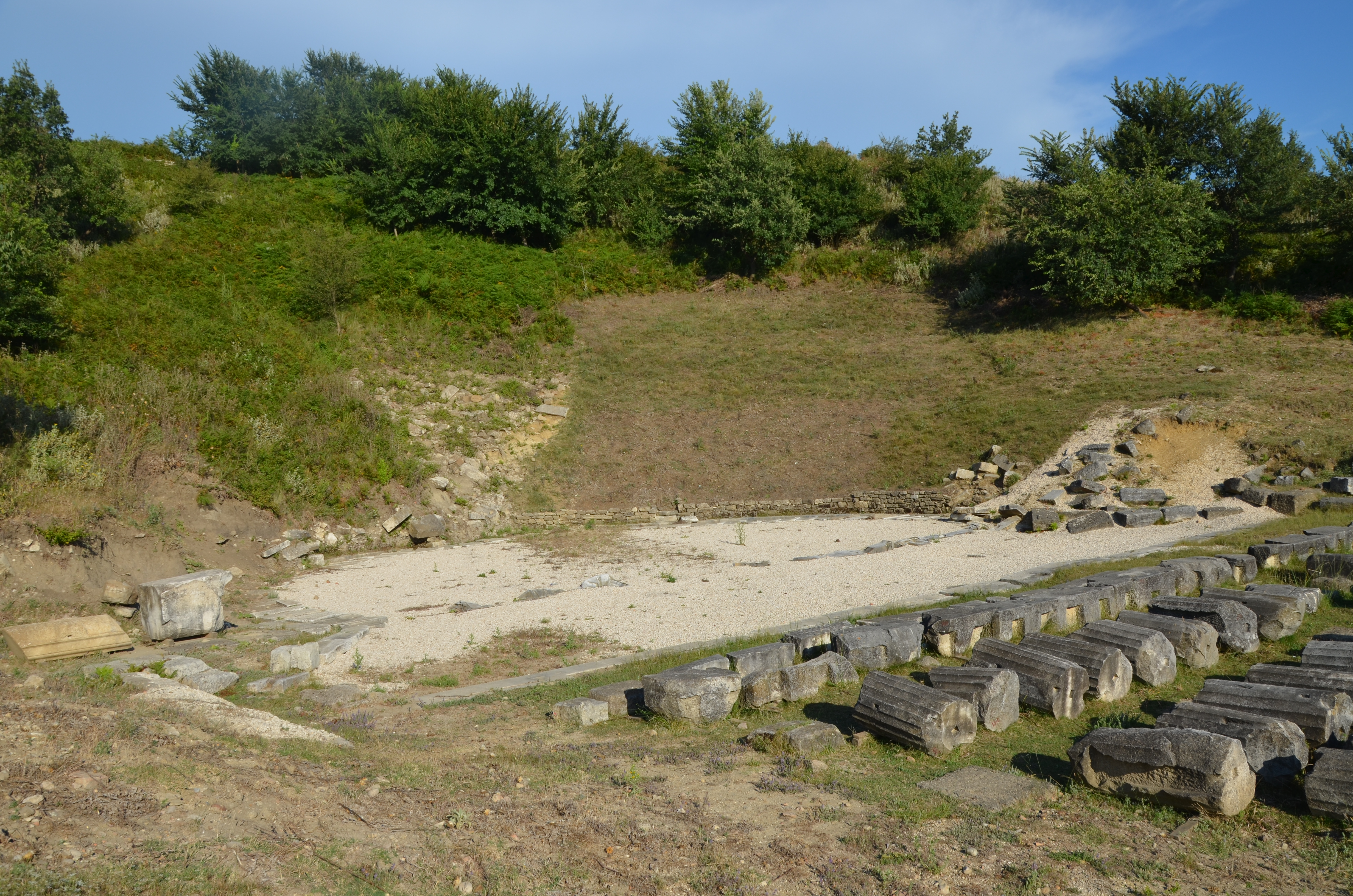
A színház orkhésztrája, jobboldalt a proszkéné maradványaival

Az egykori agorától északnyugatra fekvő területen állnak az i. e. 3. századi görög színház romjai. Napjainkra jóformán csak az egykori épület 15×20 méteres, félkörív alakú nézőtere látszik a nyugati fekvésű domboldalban, ezen kívül csupán néhány épületszerkezeti elem élte túl az évezredeket. Az ásatások során feltárták a színház főbejáratát, a nézőteret (theatron) és a játékteret (orkhésztra), a díszletraktárul és díszletül egyaránt szolgáló szkéné homlokzatát, valamint több, vélhetően az épület főhomlokzatához és a szkénéhez tartozó épületdíszt és szobortöredéket. Az 53 méteres kerületű, 8 ezer ember befogadására alkalmas nézőteret egy közlekedőfolyosó (diazóma) osztotta alsó és felső részre. Az ülőhelyek megközelítését hét további lépcsősor (szkala) segítette, így a nézőtér összesen tizennégy szektorra (kerkida) oszlott. A 30×16,6 méteres, márványpadlós orkhésztra és a szkéné közé oszlopokon álló, a játéktérből kiemelkedő, 8 méter széles proszkéniont építettek, amelyen az előtér festett díszletelemeit, az ún. pinaxokat helyezték el. Alépítményének felső síkja, a sztülobatész még látható a proszkéniont alátámasztó tizenkét jón oszlop foglalatával. A dór oszlopokkal tagolt szkéné falába vágott öt ajtót használták a színre lépő vagy onnan távozó színészek. A színházba vezető főbejáratot portikusz díszítette. Az i. sz. 1–2. században a rómaiak némiképp átalakították az épületet, az ezt követő évezredekben azonban a környék lakossága építőkőnek hordta el a színházépület nagy részét.
A színház közvetlen nyugati szomszédságában tárták fel egy tizenhárom szobából álló, római kori perisztiliumos lakóház maradványait. Bejáratának portikuszát mozaikpadló díszítette geometrikus motívumokkal, valamint a Pentheszileia amazon királynőt a karjában tartó Akhilleusz ábrázolásával. A mozaikot ma állagvédelmi okokból homokréteg borítja. A ház tőszomszédságában tárták fel az ókori város egyik, az i. e. 4–3. században épített főutcájának kövezetét. Az ásatások során előkerült cserépedény- és pénzérmeleletek alapján az utca az i. sz. 6. századig, a város elnéptelenedéséig használatban volt.

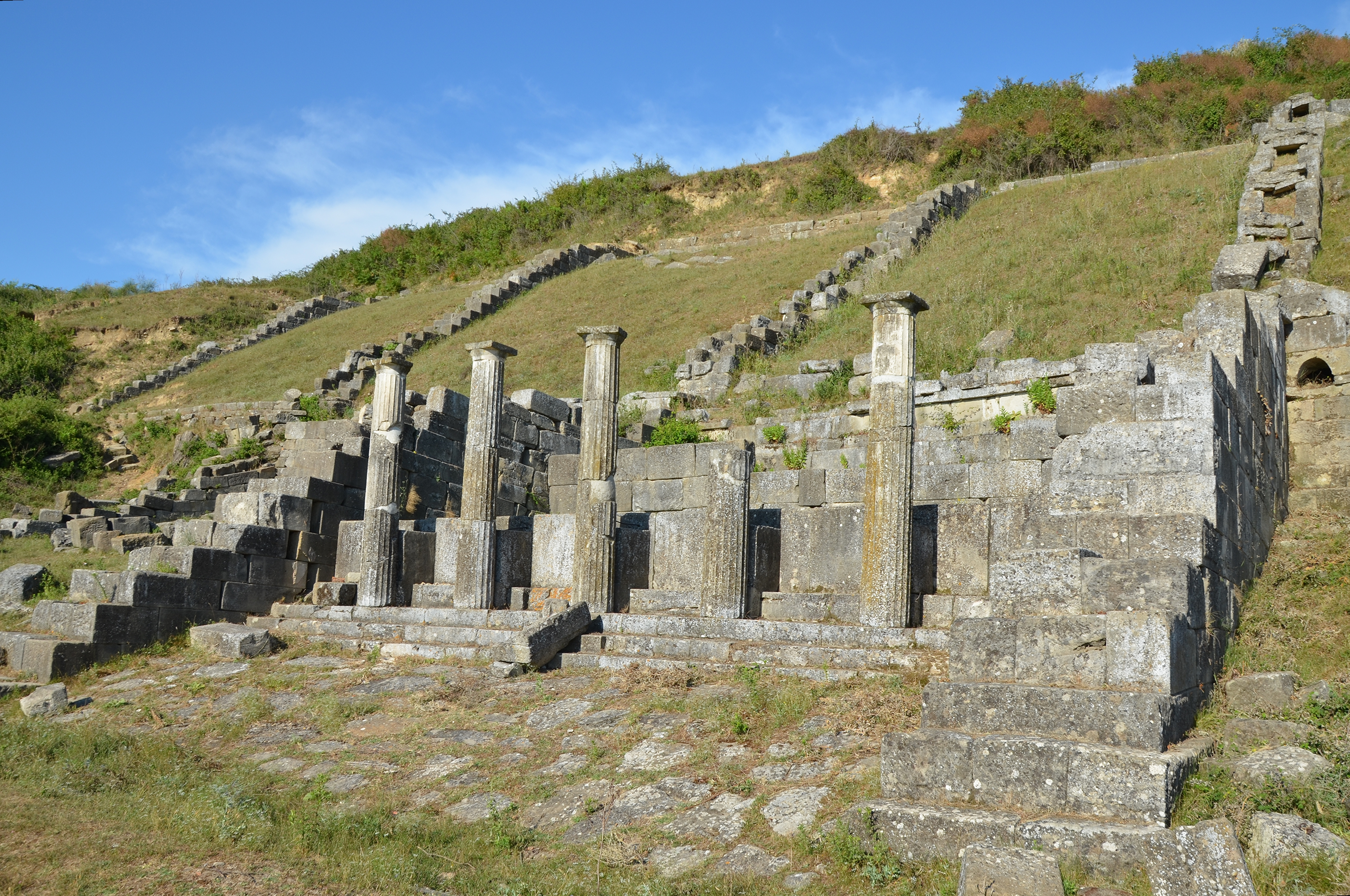
A nümphaion romjai

A görög színháztól északra mintegy 100 méterre, a domb északnyugati lejtőin található a szintén az i. e. 3. században, esetleg az i. e. 4. század végén épült nümphaion, amely az Albánia területéről ismert legkorábbi nimfaszentély. A környéken fakadó öt kisebb forrás vizét csöveken vezették az épülethez, amely kultikus rendeltetése mellett a város vízellátásához is hozzájárult. A források közelsége mellett az is közrejátszott a nümphaion helyének kijelölésében, hogy a városnak ez a része volt a viszonylag beépítetlen eukhorion, azaz háború esetén itt húzhatta meg magát a környék népessége. A nimfaszentély csaknem a teljes domboldalt elfoglalta, oldalsó támfalainak magassága elérte az 50 métert. A támfalak legfelső pontját áthidaló keresztfal öt pontján csatlakoztak be a forrásvizet szállító csövek, ahonnan egy-egy 20–30 méteres hosszúságú, cikkcakkban haladó gravitációs csatorna vezette a vizet az alsó, 3,20 méteres magasságban elhelyezett, túlfolyócsatornákkal felszerelt nyitott medencébe. Innen folyt tovább a víz az épület alsó szintjén kialakított, 55 köbméteres ciszternába, amelynek egyik csarnoka a város vízellátását biztosította, a könyöklővel ellátott másik medence pedig a megszomjazott városlakók, vándorok és menedéket keresők számára állt nyitva. A nümphaiont felkeresők egy-egy pilaszterrel közrefogott, öt dór oszloppal tagolt portikusz felől közelíthették meg a vizet. A vízcsarnok 10 méter széles homlokzatát szoborfülkék sora díszítette. Plinius tanúsága szerint az apollóniai nümphaion még az i. sz. 1. században is nevezetes kultuszhely volt. Vélhetően a folyó medrét is megváltoztató földrengésben pusztult el az épület.

### A görög gümnaszion és a római terma
Az egykori város déli részén, a kolostortól és a parkolótól kiinduló, nyugat felé vezető lejtős földúton érhető el a görög gümnaszion, valamint a római kori terma, fürdőház. Az odavezető út keleti oldalán egy római kori lakóház alapjai láthatóak, perisztiliumában hatszögű medence maradványaival. Az út jobb oldalán tárták fel a feltehetőleg az i. e. 6. században épített, majd az i. e. 3. században átalakított kétosztatú gümnaszion 20×30 méteres alapjait. Az ásatások során néhány eredeti épületdísz is előkerült, köztük két női fejfaragvány, a gümnaszion legkorábbi tárgyi leletei közül pedig egy díszített fekete kupa (küliksz) és egy metapontioni ezüstdrachma emelkedik ki. A hellenisztikus korban az épület új, opus signinumból kialakított padlót kapott, a helyiségek egyikében pedig egy terrakottakádat tártak fel. A kissé távolabb található római terma eredeti épületét két, mozaikpadlós, apszisos fürdőkamra alkotja. A lebegőpadozatos helyiségeket a hypocaustum néven ismert padlófűtéssel melegítették fel, magát a merülőfürdőt pedig az apszisokban helyezték el. A szomszédos helyiségeket ajtók választották el egymástól, és a feltételezések szerint a későbbi évszázadokban további kisebb fürdőkamrákat toldottak az épülethez.

### A shtyllasi szentély
A földút a gümnasziont követően egy modern kori temető mellett elhaladva déli irányba kanyarodik, és a déli városkaput elhagyva a közeli Shtyllasi-dombra vezet fel, ahol a mai Albánia területéről ismert görög kori templomok egyik legnagyobbikának romjai láthatók. Építésének pontos ideje nem ismert, az i. e. 5. század eleje és a 4. század eleje közé tehető, de az i. e. 480 körüli évekre való keltezése a legelfogadottabb. A peripterosz típusú dór templomnak csupán 40×19 méteres alapjai és egyetlen oszlopa maradt fenn, de a feltárások során igazolták, hogy a hosszanti oldalain 11-11, rövidebb oldalain pedig 6-6 oszlop keretezte az eredetileg 13 méter magas épületet. Az egyetlen fennmaradt oszlop méretei önmagukban is érzékeltetik az épület monumentalitását: az oszlop magassága 9, átmérője pedig 1,53 méter. A keleti tájolású bejárat egy előcsarnokra (pronaosz) nyílott, amelyet egy további, négy tagból álló oszlopsor választott el a szentélyrésztől, a naosztól. A feltételezések szerint talán ez lehetett a város annyira keresett Apollón-szentélye, de miután az agorától távol esik, a domboldal pedig az egykori Aóosz-torkolat, a tengerpart és a kikötő felé fordul, felmerült annak lehetősége is, hogy Poszeidónnak ajánlották a templomot.

### A középkori Szűz Mária-kolostor

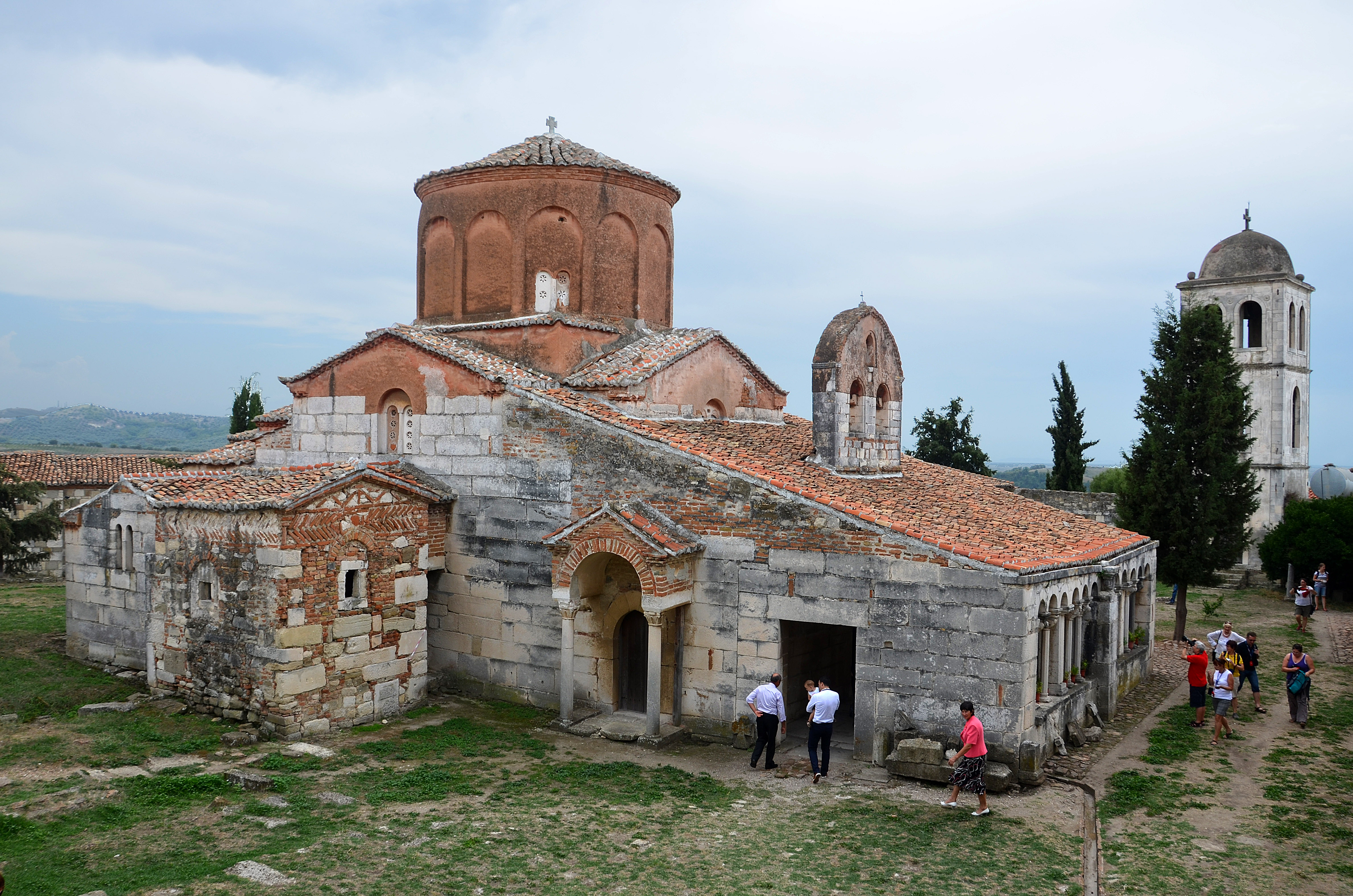
A Szűz Mária-kolostor temploma

Az egykori város területén, annak keleti falánál található a 13. században alapított, de mára szerzetesek nélkül maradt Szűz Mária-kolostor, amely egyben az Apollóniai Régészeti Múzeumnak (Muzeu Arkeologjik i Apolonisë) is otthont adó védett műemlék. Az egykori szerzetesi dormitórium emeletén és egy nyitott földszinti galériában Apollónia múltját bemutató, az ásatások során előkerült szobrokat, mellszobrokat, sztéléket, fegyvereket felvonultató tárlatot rendeztek be.
Az épületek és a kerítés falaiban újrahasznosított ókori építőkövek, épülettöredékek láthatóak, a bejárat külső falába pedig ókori sírköveket építettek be. Az épületegyüttes legprominensebb része a kolostor udvarán álló, 1220 körül az ókori romok, különösen a görög színház köveiből felépült templom. Északnyugati tájolású bejárata az exonarthexből nyílik, amelynek külső oldalát állat- és szörnyfaragványokkal díszített oszlopok tagolják. Ugyancsak az exonarthexban látható az épület alatti ciszternával felszíni összeköttetést biztosító kútkáva, amelyet egy dór oszlopfőből alakítottak ki. Az exonarthex templom felőli részén 14. századi freskómaradvány látható, amely egymást követő 13. századi bizánci császárok sorát ábrázolja. Az exonarthexből egy szűk narthex vezet a templom szentélyterébe, naoszába. A hajó fő szerkezeti eleme a kupoladobot megtámasztó négy oszlop. Az elrekesztett szentélyt sokszögalaprajzú apszis zárja le. A templom bejáratával szemközt nyílik a kolostor 14. század elején épült refektóriuma. Korabeli freskói között található az Albánia területéről ismert egyik legteljesebb középkori falfestmény. A templom és a refektórium mellett a kolostor további épületei, a komplexum fala és harangtornya a későbbi évszázadokban keletkeztek.

## Érdekességek
- I. sz. 217-ben Apollónia vezetői és lakói lelkesen készülődtek Caracalla római császár fogadására, aki a pártusok legyőzése után a Via Egnatián keresztül készült a Rómába való hazatérésre. Ez alkalommal felújították a Dyrrachiumot Apollóniával összekötő utat, amelynek mentén a császár nevével díszített mérföldköveket helyeztek el, a város emlékérméket veretett – Caracalla azonban időközben merénylet áldozata lett, és soha nem jutott el Apollóniába. Két esztendővel később, 219-ben mindez megismétlődött, ám ezúttal Heliogabalus császár készülődött a város meglátogatására, és az apollóniaiak az újabb mérföldkövek kihelyezésén és emlékérmék veretésén kívül még diadalívet is építettek az agorán. Heliogabalust ugyan nem egy váratlan merénylet akadályozta meg a város meglátogatásában, csak annyit tudni, hogy ismeretlen okokból alig 10 kilométerre Apollóniától, az Apsus partjáról visszafordult Dyrrachium felé.[151]
- 1935. augusztus 14-én éppen az apollóniai romokat akarta meglátogatni az albán hadsereg tábornoka, I. Zogu albán király tanácsadója, Leon Ghilardi, amikor a közeli Fieren áthaladva csoportosulásra lett figyelmes. Miután érdeklődve megállt és kiszállt a kocsijából, a tömegből ismeretlen emberek agyonlőtték, ezzel kitört a fieri felkelés.[152]
- Az állampárti Alia-kormány meghívására az 1990 májusában az országba látogató ENSZ-főtitkár, Javier Pérez de Cuéllar hivatalos tiranai programjai mellett ellátogatott Berat városába és az apollóniai régészeti parkba is. Vizitjét az ország demokratizálódásának egyik emblematikus fordulópontjaként értékelték az elemzők.[153]